# Convention sur l'avenir de l'Europe
Ne doit pas être confondu avec Conférence sur l'avenir de l'Europe.
La Convention sur l'avenir de l'Europe, ou Convention européenne, est une convention, c'est-à-dire une institution provisoire, créée à l'issue du Conseil européen de Laeken en décembre 2001.
Inspirée de la Convention de Philadelphie qui mène à l'adoption de la Constitution des États-Unis, elle est chargée, en 2002, d'engager un débat sur l'avenir de l'Union européenne, dans la perspective d'une convocation d'une conférence intergouvernementale. Elle aboutit, en juin 2003, à un projet de Constitution européenne qui est repris, pour l'essentiel, lors de la signature du traité de Rome de 2004. 

## Mandat
Dans le cadre de l'élargissement de l'Union européenne (UE), la mission de la Convention était « d'examiner les questions essentielles que soulève le développement futur de l'Union et de rechercher les différentes réponses possibles ».
1. La répartition des compétences entre l'Union européenne et les États membres (en particulier, la question du degré de fédéralisme était posée) ;
2. Des réformes institutionnelles importantes (conceptuelles) ;
3. Un début de constitution européenne.

## Composition
Elle était composée de 105 membres :
1. 84 (3 par pays pour les 28 pays concernés : 15 États membres de l'Union européenne + les 13 pays candidats). Chaque pays devait désigner deux députés ou sénateurs plus une personne choisie par son gouvernement ;
2. 16 membres du Parlement européen ;
3. 2 membres de la Commission européenne : Michel Barnier et António Vitorino ;

À ces 102 membres s'ajoutent le président Valéry Giscard d'Estaing et les deux vice-présidents Giuliano Amato et Jean-Luc Dehaene.
Cependant sur ces 105 membres, seuls 96 avaient le droit de vote, les 9 autres membres ne représentant que les pays candidats.
Un Présidium et un forum ont aussi été constitués.

## Déroulement des travaux
La convention a été mise en place lors de la Réunion du Conseil européen de Laeken les 14 et 15 décembre 2001.
Elle a commencé ses travaux le 28 février 2002.
Elle devait initialement se conclure au printemps 2003, au moment de la réunion du Conseil européen de Thessalonique (20, 21 juin 2003).
À Rome, le 18 juillet 2003, le président de la Convention sur l'avenir de l'Europe, Valéry Giscard d'Estaing, accompagné des deux vice-présidents, Giuliano Amato et Jean-Luc Dehaene, a remis officiellement au nom de la Convention un projet complet d'un traité instituant une Constitution pour l'Europe à la présidence italienne du Conseil européen. À l'occasion de ces rencontres avec le président italien Carlo Azeglio Ciampi et le président du Conseil Silvio Berlusconi, Giscard d'Estaing a « rendu hommage à la contribution décisive des membres italiens de la Convention, au vice-président Amato, au représentant du Gouvernement italien Gianfranco Fini, au représentant du Sénat italien Lamberto Dini et au représentant de la Chambre des députés italienne Marco Follini, ainsi qu'à leurs suppléants ». Giscard d'Estaing a alors appelé la Présidence italienne à conduire la Conférence intergouvernementale « au plus haut niveau politique, de manière à la conclure sous Présidence italienne, en décembre 2003 ». Ainsi, après le traité de Rome, la Constitution de Rome verrait le jour dans la capitale italienne. « L'apport de l'Italie en tant que pays fondateur de l'Union européenne aura été décisif. La signature de la Constitution pourrait alors intervenir en mai 2004, à la veille des […] élections européennes, qui lui donneraient le sceau d’une ratification populaire ».
Ce programme ne s'est pas réalisé comme prévu par le président de la Convention, Silvio Berlusconi n'ayant pas été capable d'aboutir à un compromis en décembre 2003. C'est donc sous la présidence irlandaise que le compromis a été trouvé sur un texte modifié par rapport au projet proposé par Giscard d'Estaing et la Convention, en particulier par l'ajout d'une troisième partie qui reprenait les dispositions des divers traités signés depuis celui de Rome et la Charte des droits fondamentaux a été établie sous une forme qui n'était pas impérative pour les États. Néanmoins, c'est à Rome, le 29 octobre 2004, six mois après l'échéance prévue, que le traité de Rome de 2004, instituant une Constitution pour l'Europe, a été signé in fine — alors que la tradition veut qu'il le soit dans l'État membre qui préside l'Union lors de la prise de décision.

## Problèmes soulevés
1. Fédéralisme
2. Égalité des États
3. Droit de veto
4. L'audiovisuel
5. Politique agricole commune (PAC)
6. Services publics
7. Exception culturelle
8. Rapports franco-allemands
9. Référence aux valeurs chrétiennes et la laïcité

## Compléments

### Lectures approfondies
- Alain Lamassoure, Histoire secrète de la Convention européenne, Paris, Albin Michel / Fondation Robert Schuman, 2003, 525 p. (ISBN 2-226-15124-9)